# Danthoniopsis scopulorum
Danthoniopsis scopulorum är en gräsart som först beskrevs av James Bird Phipps, och fick sitt nu gällande namn av James Bird Phipps. Danthoniopsis scopulorum ingår i släktet Danthoniopsis, och familjen gräs.
Artens utbredningsområde är Namibia. Inga underarter finns listade i Catalogue of Life.